# Kalemie
Kalemie, het vroegere Albertstad (in het Frans Albertville), is een stad in Congo-Kinshasa, provinciehoofdplaats van de provincie Tanganyika, afgesplitst van de voormalige provincie Katanga. Ze ligt aan de westkust van het Tanganyikameer en combineert een belangrijke haven voor de scheepvaart over het meer naar Tanzania met een terminal van de Congolese Nationale spoorwegen, de Société Nationale des Chemins de fer du Congo.
De stad werd in 1892 door België onder Leopold II in Kongo-Vrijstaat gesticht als militaire post in de campagne tegen Arabische kooplui, waaronder slavenhandelaars. Oorspronkelijk heette de stad Albertstad of Albertville, zo genoemd door kapitein Jacques, naar de toenmalige Belgische kroonprins Albert.
In 1971 is deze stad door Mobutu hernoemd tot Kalemie in de republiek Zaïre.

## Geschiedenis
De legerpost van Albertstad werd op 30 december 1891 gesticht door kapitein Jules Jacques, een Belgisch militair in dienst van de Kongo-Vrijstaat. Hij lag op een strategische positie, 15 kilometer ten zuiden van de Lukugarivier. Kort na zijn stichting werd de militaire post aangevallen door de troepen van Rumaliza, wegens de veldtocht die Kongo-Vrijstaat tegen de Arabo-Swahili's voerde. Van 16 augustus 1892 tot 1 januari 1893 werd de basis belegerd door de Arabieren. Toen zij zich terugtrokken, werd Albertstad verlaten, maar de naam bleef verbonden met de militaire post van Mutua, ten noorden van de Lukuga. Deze laatste basis zou uitgroeien tot het huidige Kalemie.
In 1914 en 1915 deed Albertstad dienst als uitvalsbasis voor de Belgische en Britse troepen (onder leiding van Geoffrey Spicer-Simson) in de strijd om Oost-Afrika. Nog tijdens de Eerste Wereldoorlog, in 1915, bereikte de spoorweg voor het eerst Albertstad. Een jaar later, in 1916, werden de haven en de steenkoolmijnen van Greinerstad geopend. Hiermee brak een periode van economische ontwikkeling aan, die nog verder aangewakkerd werd toen de textielfabriek van FILTISAF geopend werd in 1949.
In augustus 1964, tijdens zijn operaties tegen de Simba-opstand, werd Albertstad aangevallen door de huurlingen van majoor Mike Hoare. In 1971 veranderde Albertstad zijn naam naar Kalemie ten gevolge van de zaïrisering. Toen in 1996 Zaïre terug Congo werd bleef Kalemie zijn Afrikaanse naam behouden.

## Geboren
- John Vrancken (1951)
- Marc Reynebeau (1956)
- Bart Demyttenaere (1963)

Sankuru · Bas-Uele · Kongo Central · Kwango · Kwilu · Mai-Ndombe · Kinshasa · Kasaï · Lulua · Kasaï oriental · Lomami · Maniema · Zuid-Kivu · Noord-Kivu · Ituri · Haut-Uele · Tshopo · Noord-Ubangi · Mongala · Zuid-Ubangi · Evenaarsprovincie · Tshuapa · Tanganyika · Haut-Lomami · Lualaba · Haut-Katanga